# Sauveur-André Pellas
Sauveur-André Pellas  (* 1667 in Comps-sur-Artuby; † 1727) war ein französischer Paulanermönch, Romanist, Provenzalist und Lexikograf.

## Leben und Werk
Pater Pellas war der Autor des ersten publizierten zweisprachigen Wörterbuchs Provenzalisch-Französisch (1723).

## Werke
- Dictionnaire provençal et françois dans lequel on trouvera les mots provençaux & quelques phrases & proverbes expliquez en françois. Avec les termes des arts liberaux & mecaniques. Le tout pour l’instruction des Provençaux qui n’ont pas une entiere intelligence ni l’usage parfait de la langue françoise, & pour la satisfaction des personnes des autres provinces de France qui desirent d’aprendre l’explication des mots & des phrases provençales. Par le Pere Sauveur-André Pellas religieux minime, Avignon 1723, Nîmes 1996 (326 Seiten)